# Sara Landry
Sara Landry (22 september 1993) is een Amerikaanse dj en muziekproducent gevestigd in Amsterdam, Nederland. Ze is de eigenaar van het label Hekate Records.

## Biografie
Landry werd geboren in San Francisco Bay Area in 1995. Op driejarige leeftijd verhuisde ze naar Boulder in Colorado. Als puber, na de scheiding van haar ouders, verhuisde Landry naar Austin in Texas. Landry ging op zeventienjarige leeftijd naar New York, waar ze studeerde. Ze begon als dj in New York, waar ze als promotor werkte en bij bevriende dj's in de booth keek. Na haar studietijd keerde ze terug naar Austin, waar ze optrad op festivals als Kingdom, Plush, Parish en Vulcan Gas Company. Daarnaast trad ze veelvuldig op in de Ethnics Music Lounge. In 2018 bracht Landry haar debuutsingle Chasm uit. Een jaar later tekende ze een platencontract op het label Mau5trap. Hetzelfde jaar bracht ze haar eerste ep Wait uit.
Landry verhuisde in 2022 naar Amsterdam, waar ze samen met haar vriend Don Woezik het technoalbum Delirium opnam. Dit was eveneens haar eerste samenwerking. Sindsdien is Landry te vinden in de top 100 Dj's lijst van Noord-Amerika. In 2023 trad Landry op meerdere festivals op, waaronder het ARC Music Festival in Chicago, het Verknipt Festival in Utrecht en het Teletech Festival in Londen. Een jaar later stond ze opnieuw op het Verknipt Festival, ditmaal in de Johan Cruijff ArenA. In oktober 2024 was ze de eerste Hard Techno artiest die op TomorrowlandMainstage mocht optreden. Diezelfde maand bracht ze ook haar debuutalbum Spiritual Driveby uit.

## Discografie

### Albums
| Jaar | Titel             |
| ---- | ----------------- |
| 2024 | Spiritual Driveby |

### EP's
| Jaar | Titel                     |
| ---- | ------------------------- |
| 2019 | Wait                      |
| 2019 | Signal                    |
| 2020 | Sacrifice                 |
| 2020 | Acts of God               |
| 2021 | Queen of the Banshees     |
| 2021 | Incoming                  |
| 2021 | About Last Night          |
| 2022 | Delirium (met Don Woezik) |

### Singles
| Jaar | Titel                          |
| ---- | ------------------------------ |
| 2020 | Value                          |
| 2022 | No Sleep                       |
| 2023 | Chaos Magicka (met Godtripper) |
| 2023 | Legacy                         |
| 2024 | Heaven (met Alt8)              |
| 2024 | Prisoner (met Alex Farren)     |
| 2024 | Pressure                       |
| 2024 | Because They Want Your Seat    |
| 2024 | Devotion 396hz                 |
| 2024 | Veni vidi vici                 |
| 2024 | Spiritual Driveby              |
| 2024 | Speaker Freaker                |
| 2024 | Play With Me (met Shlømo)      |
| 2024 | On My Mind                     |
| 2024 | Funk Em                        |